# ユーリ・リトゥエフ
ユーリ・リトゥエフ（ロシア語：Юрий Николаевич Литуев, 1925年4月11日 - 2003年3月2日）は、ソビエト連邦の陸上競技選手。1952年ヘルシンキオリンピックの銀メダリストである。西シベリアのスヴェルドロフスク州イルビト出身。

## 経歴
リトゥエフは、1950年のヨーロッパ選手権の400mハードルで銀メダルを獲得。2年後の1952年ヘルシンキオリンピックでは400m、400mハードル、4×400mリレーの3種目に出場。400mハードルは、51.3秒でアメリカのチャールズ・ムーアに次いで銀メダルを獲得した。しかし、400mは棄権、4×400mリレーは予選で敗退した。
リトゥエフは、1953年8月20日、ハンガリーとの対抗戦の400mハードルで、1934年以来19年間破られていなかったアメリカのグレン・ハーディンの世界記録、50秒6を10分の2秒更新する50秒4の世界記録を樹立した。
1954年のスイスのベルンで開催されたヨーロッパ選手権の400mハードルは、リトゥエフの勝利が濃厚と見られていた中、同じソ連のアナトリー・ユリンが50秒5で勝利、リトゥエフは50秒8で2位に終わった。
1956年メルボルンオリンピックを前に、アメリカのグレン・デービス が49秒5と、リトゥエフの持っていた世界記録50秒4を0秒9上回る、史上初の49秒台をマーク。オリンピックでは、デービスをはじめ、アメリカの3選手が表彰台を独占。リトゥエフは51秒7でアメリカ勢に次ぐ4位となった。また、4×400mリレーにも出場したが、4年前と同様予選で敗退した。
リトゥエフは、1958年に、前2大会とも銀メダルに終わっていたヨーロッパ選手権の400mハードルで、51秒1の記録で初優勝を果たした。

## 主な実績
| 年   | 大会                 | 場所                         | 種目         | 結果      | 記録     |
| ---- | -------------------- | ---------------------------- | ------------ | --------- | -------- |
| 1950 | ヨーロッパ陸上選手権 | ブリュッセル(ベルギー)       | 400mハードル | 2位       | 52秒4    |
| 1952 | オリンピック         | ヘルシンキ(フィンランド)     | 400m         | -（qf）   | DNQ      |
| 1952 | オリンピック         | ヘルシンキ(フィンランド)     | 400mハードル | 2位       | 51秒3    |
| 1952 | オリンピック         | ヘルシンキ(フィンランド)     | 4×400mリレー | 3位（sf） | 3分12秒5 |
| 1954 | ヨーロッパ陸上選手権 | ベルン(スイス)               | 400mハードル | 2位       | 50秒8    |
| 1956 | オリンピック         | メルボルン(オーストラリア)   | 400mハードル | 4位       | 51秒7    |
| 1956 | オリンピック         | メルボルン(オーストラリア)   | 4×400mリレー | 3位（sf） | 3分11秒2 |
| 1958 | ヨーロッパ陸上選手権 | ストックホルム(スウェーデン) | 400mハードル | 1位       | 51秒1    |

- qfは2次予選、sfは準決勝